# Sander Jan Klerk
Sander Jan Klerk, né le 19 juin 1982 à La Haye aux Pays-Bas, est un acteur néerlandais. 
Il est notamment connu pour son rôle de Aaron Zomerkamp dans la série Zoop et le film Zoop in Afrika, Pieter Broekman dans Moordvrouw et Bas Luster dans Goede tijden, slechte tijden. 

## Biographie

### Enfance et formation
Sander Jan Klerk est né à La Haye aux Pays-Bas. Il a grandi à Westland et a vécu à Londres au Royaume-Uni. En plus de sa langue maternelle, le néerlandais, il a appris l’anglais et l’allemand.

### Carrière

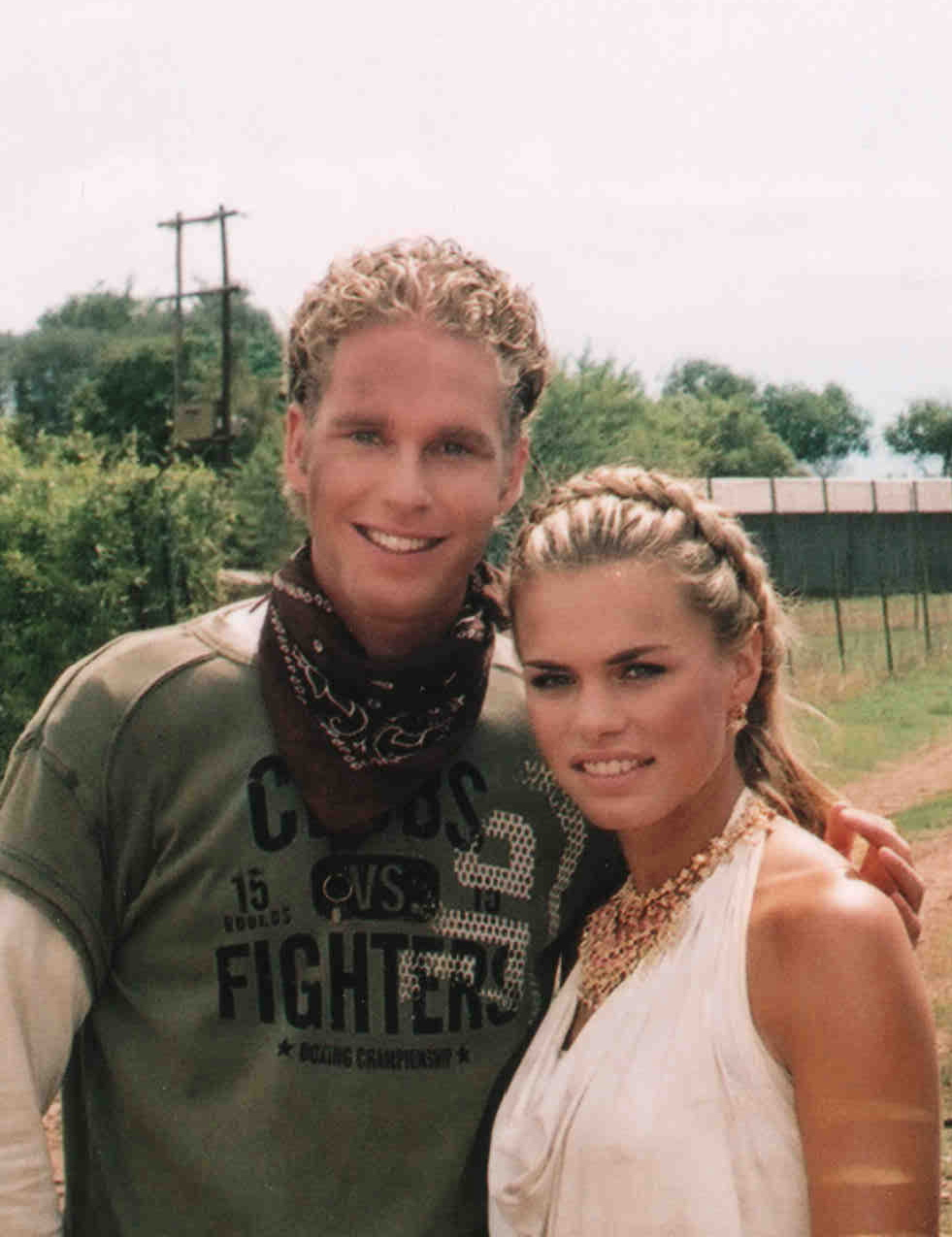
Sander Jan Klerk et Nicolette van Dam pendant le tournage du film Zoop in Afrika, en 2005.

Klerk a commencé sa carrière alors adolescent et a joué dans plusieurs séries télévisées, comme Westenwind, Baantjer, Dok12, Onderweg naar Morgen et Meiden van De Wit. Il a été acteur invité dans quatre épisodes de Het Glazen Huis et a joué dans des films de l'académie de cinéma, des films d'entreprise et des publicités, pour lesquels il a également inclus des voix. Klerk a joué dans la série Zoop sur Nickelodeon et dans le long métrage Zoop in Afrika 
. 

## Filmographie
- 2000 : Westenwind : Alexander
- 2002 : Baantjer : Détenu
- 2002 : Dok 12 : Sven de Wilde
- 2002 : Musicals in Ahoy 2002
- 2002 : Musicals in Ahoy 2004
- 2000 - 2011 : John Kraaijkamp Musical Awards Gala
- 2000 - 2010 : Annuel Musical Sing-Along
- 2003 : Onderweg naar Morgen : Médecin
- 2003 : Meiden van de Wit : Daniel de Ridder
- 2004 : Het Glazen Huis : Zilver & Goud
- 2005 - 2006 : Zoop : Aaron Zomerkamp
- 2005 : Zoop in Afrika : Aaron Zomerkamp
- 2005 : The Making of Zoop in Afrika
- 2005 : Nickelodeon Kid’s Choice Awards
- 2012 : Musical Classics in Ahoy
- 2012 : Achter Gesloten Deuren : Thomas Henegouwen
- 2014 : Danni Lowinski : Erik Courier
- 2015 : Goede tijden, slechte tijden : Bas Luster
- 2016 : Moordvrouw : Pieter Broekman
- 2018 : Suspects : Avocat Wetzels